# Bad Berka
Bad Berka település Németországban, azon belül Türingiában. Lakosainak száma 7385 fő (2023. december 31.). Bad Berka Hetschburg, Buchfart, Blankenhain, Rittersdorf, Kranichfeld, Tonndorf, Klettbach, Mönchenholzhausen, Bechstedtstraß, Isseroda és Troistedt községekkel határos.

## Népesség
A település népességének változása:
| Lakosok száma | 7559 | 7503 | 7379 | 7355 | 7385 |
|               | 2017 | 2019 | 2021 | 2022 | 2023 |